# Union of England and Scotland Act 1603
L'Union of England and Scotland Act 1603 (in italiano: Legge sull'unione di Inghilterra e Scozia del 1603) (1 Jac 1 c 2), è stato un atto del Parlamento d'Inghilterra promulgato durante il regno di re Giacomo I. Nominò una commissione guidata dal Lord cancelliere, Lord Ellesmere, per incontrarsi e negoziare con una commissione che sarebbe stata nominata dal Parlamento scozzese. Lo scopo delle discussioni era esaminare la possibilità di organizzare un'unione politica formale tra Inghilterra e Scozia, andando oltre l'attuale Unione delle Corone, e riferire al Parlamento. La commissione non è stata tuttavia efficace e anche proposte successive simili sono cadute nel vuoto. I due regni furono infine uniti oltre un secolo dopo, dall'Atto di Unione (1707). L'Atto fu abrogato dallo Statute Law Revision Act 1863, essendo ormai del tutto obsoleto.

## Pubblicazioni
- Select statutes and other constitutional documents illustrative of the reigns of Elizabeth and James I, ed. by G. W. Prothero. Oxford University Press, 1913. Fourth edition.
- Chronological table of the statutes; HMSO, London. 1993